# Шкиперский мост
Шки́перский мост — автодорожный металлический ферменный мост через Шкиперский канал в Санкт-Петербурге. Первый в России мост, построенный по системе модульных мостов Bailey Bridge.
Располагается в Василеостровском районе в створе улицы Шкиперский проток. Мост находится в границах объекта культурного наследия федерального значения «Галерная гавань Гребного порта». Ближайшая станция метрополитена — «Приморская».
Название моста известно с 1950-х годов и дано по наименованию Шкиперского канала.

## История
Первый деревянный мост в этом месте построен 1820-х годах. Во время наводнения 1824 года мост был повреждён. Мост неоднократно ремонтировался и перестраивался. С 1880 года он находился на территории Пироксилинового завода (позднее его сменил Радиотелеграфный завод). В 1920 году выполнен очередной ремонт моста. В 1938 году границы предприятия изменились, мост оказался на открытой городской территории и был перестроен силами Ленмосттреста. После реконструкции он стал трёхпролётным балочно-разрезной системы. Пролётное строение состояло из металлических двутавровых балок постоянной высоты. Устои и промежуточные опоры были на деревянных сваях. В 1978 году выполнен капитальный ремонт моста.
Существующий мост построен в 1997 году по проекту инженера «Ленгипроинжпроекта» Р.Р. Шипова. Работы производило ТОО «Пилон». В качестве пролётного строения использовался сборно-разборный мост британской компании Mabey, аналог системы модульных мостов Bailey Bridge. Это был первый опыт применения пролетов такой системы в России.
В 2017 году в рамках строительства развязки ЗСД у Шкиперского протока ЗАО "Институт «Стройпроект» подготовил проект реконструкции моста. На месте существующего моста предполагается построить новый однопролётный металлический балочный мост шириной 19,9 м.  

## Конструкция
Мост однопролетный металлический, пролётное строение представляет собой разрезную балочную ферму с ездой понизу. Решётка фермы ромбическая, с дополнительными стойками. Совместно с решётчатыми фермами работают продольные балки, расположенные в пониженном уровне, на которые сверху опираются поперечные балки. Расчётный пролёт — 22,5 м, грузоподъемность моста — 8 т. Проезжая часть состоит из двутавровых прокатных балок. Опоры моста свайные, из металлических труб. Подпорная стенка за опорами — из дорожных железобетонных плит. Общая длина моста составляет 34,6 м, ширина моста — 7,7 м. 
Мост предназначен для движения автотранспорта и пешеходов. Проезжая часть моста включает в себя 2 полосы для движения автотранспорта. Покрытие проезжей части — металлические листы, на тротуаре уложен дощатый настил. Тротуар отделен от проезжей части металлическим ограждением. С верховой стороны к стойкам фермы на высоте 0,75 м прикреплено на болтах металлическое полужёсткое ограждение. Элементы ферм и проезжей части оцинкованы.